# Tampok Jeurat Raya
Tampok Jeurat Raya is een bestuurslaag in het regentschap Aceh Besar van de provincie Atjeh, Indonesië. Tampok Jeurat Raya telt 302 inwoners (volkstelling 2010).